# Launac
Launac est une commune française située dans le département de la Haute-Garonne en région Occitanie.
Sur le plan historique et culturel, la commune est dans le pays de Rivière-Verdun, un petit pays d'élection de l'est de la Gascogne, à l'écart des grandes voies de communication, et s'étageant sur les terrasses de la rive gauche de la Garonne, entre la vallée de la Save et la Lomagne, et se prolongeant en Gascogne toulousaine. Exposée à un climat océanique altéré, elle est drainée par le ruisseau de Marguestaud, le ruisseau de Saint-Pierre, le ruisseau de fontarrieu, le ruisseau de mondy et par divers autres petits cours d'eau. La commune possède un patrimoine naturel remarquable composé d'une zone naturelle d'intérêt écologique, faunistique et floristique.
Launac est une commune rurale qui compte 1 305 habitants en 2022, après avoir connu une forte hausse de la population depuis 1975. Elle fait partie de l'aire d'attraction de Toulouse. Ses habitants sont appelés les Launacais ou  Launacaises.
Le patrimoine architectural de la commune comprend un immeuble protégé au titre des monuments historiques : le château, inscrit en 1927 puis en 1991.

## Géographie

### Localisation
La commune de Launac se trouve dans le département de la Haute-Garonne, en région Occitanie.
Elle se situe à 26 km à vol d'oiseau de Toulouse, préfecture du département, et à 17 km de Léguevin, bureau centralisateur du canton de Léguevin dont dépend la commune depuis 2015 pour les élections départementales.
La commune fait en outre partie du bassin de vie de Grenade.
Les communes les plus proches sont : 
Thil (3,8 km), Larra (4,1 km), Saint-Cézert (4,5 km), Bretx (4,5 km), Pelleport (5,2 km), Le Burgaud (6,0 km), Saint-Paul-sur-Save (6,1 km), Drudas (6,6 km).
Sur le plan historique et culturel, Launac fait partie du pays de Rivière-Verdun, un petit pays d'élection de l'est de la Gascogne sis à l'écart des grandes voies de communication. Ce territoire s'étage sur les terrasses de la rive gauche de la Garonne, entre la vallée de la Save et la Lomagne, et se prolonge plein est en Gascogne toulousaine.
Launac est limitrophe de sept autres communes.
Les communes limitrophes sont  Drudas, Grenade, Larra, Le Burgaud, Pelleport, Saint-Cézert et Thil.
| Drudas    | Le Burgaud | Saint-Cézert |
| Pelleport | Launac     | Grenade      |
|           | Thil       | Larra        |

### Géologie et relief
La superficie de la commune est de 2 232 hectares ; son altitude varie de 139  à   253 mètres.

### Hydrographie

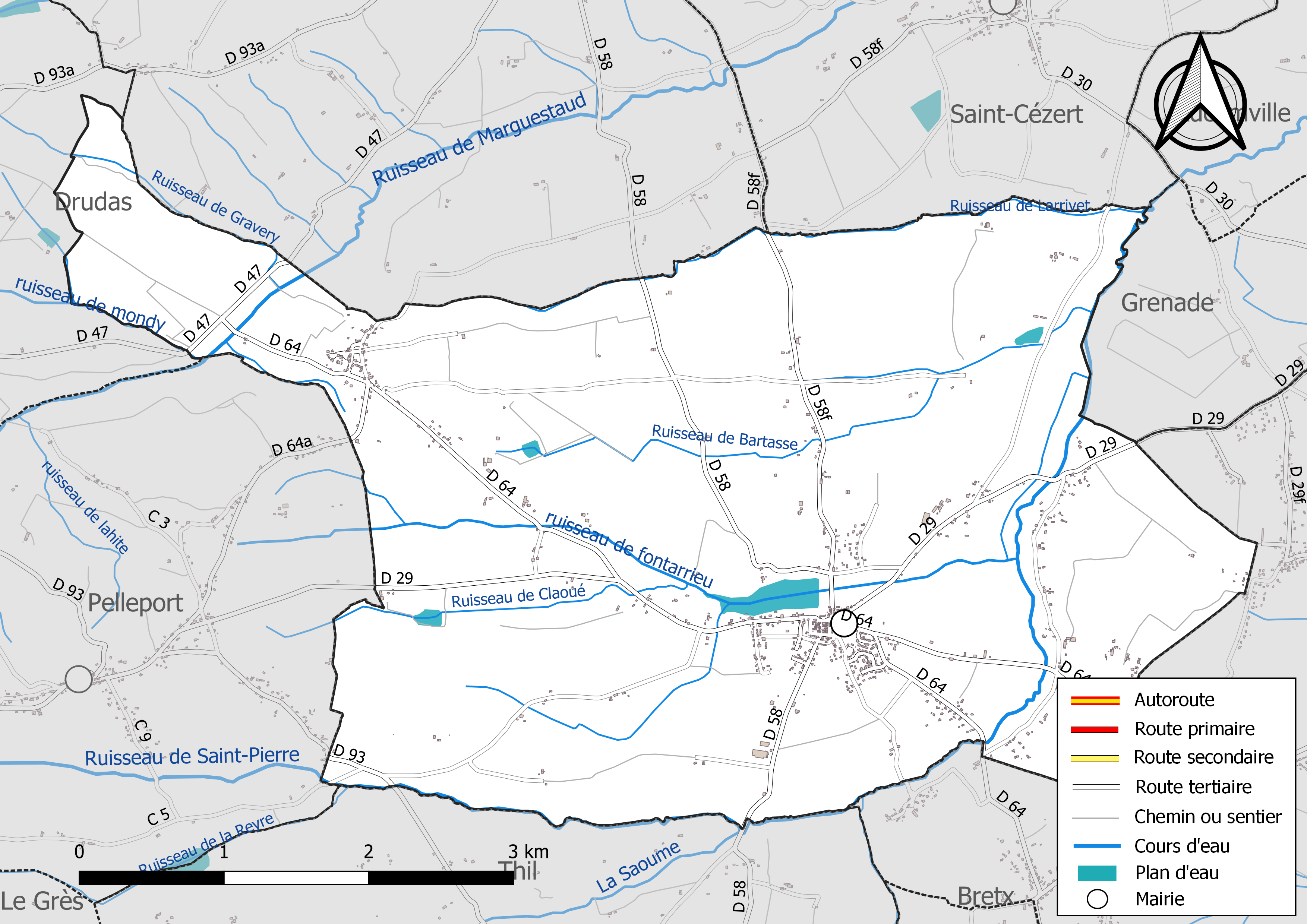
Réseaux hydrographique et routier de Launac.

La commune est dans le bassin de la Garonne, au sein du bassin hydrographique Adour-Garonne. Elle est drainée par le ruisseau de Marguestaud, le ruisseau de Saint-Pierre, le ruisseau de fontarrieu, le ruisseau de mondy, le ruisseau de Bartasse, le ruisseau de Claoué, le ruisseau de Gravery, le ruisseau de Larrivet, le ruisseau d'en doucet, le ruisseau des Poujoulets et par divers petits cours d'eau, constituant un réseau hydrographique de 29 km de longueur totale,.
Le ruisseau de Marguestaud, d'une longueur totale de 23,2 km, prend sa source dans la commune de Caubiac et s'écoule du sud-ouest vers le nord-est. Il traverse la commune et se jette dans la Garonne à Verdun-sur-Garonne (82), après avoir traversé 10 communes.
Le ruisseau de Saint-Pierre, d'une longueur totale de 20,8 km, prend sa source dans la commune de Pelleport et s'écoule du sud-ouest vers le nord-est. Il traverse la commune et se jette dans le ruisseau de Marguestaud à Aucamville (82), après avoir traversé 8 communes.

### Climat
Pour des articles plus généraux, voir Climat de l'Occitanie et Climat de la Haute-Garonne.
En 2010, le climat de la commune est de type climat du Bassin du Sud-Ouest, selon une étude s'appuyant sur une série de données couvrant la période 1971-2000. En 2020, Météo-France publie une typologie des climats de la France métropolitaine dans laquelle la commune est exposée à un climat océanique altéré et est dans la région climatique Aquitaine, Gascogne, caractérisée par une pluviométrie abondante au printemps, modérée en automne, un faible ensoleillement au printemps, un été chaud (19,5 °C), des vents faibles, des brouillards fréquents en automne et en hiver et des orages fréquents en été (15 à 20 jours).
Pour la période 1971-2000, la température annuelle moyenne est de 13,3 °C, avec une amplitude thermique annuelle de 15,8 °C. Le cumul annuel moyen de précipitations est de 702 mm, avec 9,7 jours de précipitations en janvier et 5,4 jours en juillet. Pour la période 1991-2020, la température moyenne annuelle observée sur la station météorologique la plus proche, située sur la commune de Blagnac à 21 km à vol d'oiseau, est de 14,2 °C et le cumul annuel moyen de précipitations est de 627,0 mm,. Pour l'avenir, les paramètres climatiques de la commune estimés pour 2050 selon différents scénarios d'émission de gaz à effet de serre sont consultables sur un site dédié publié par Météo-France en novembre 2022.

### Milieux naturels et biodiversité

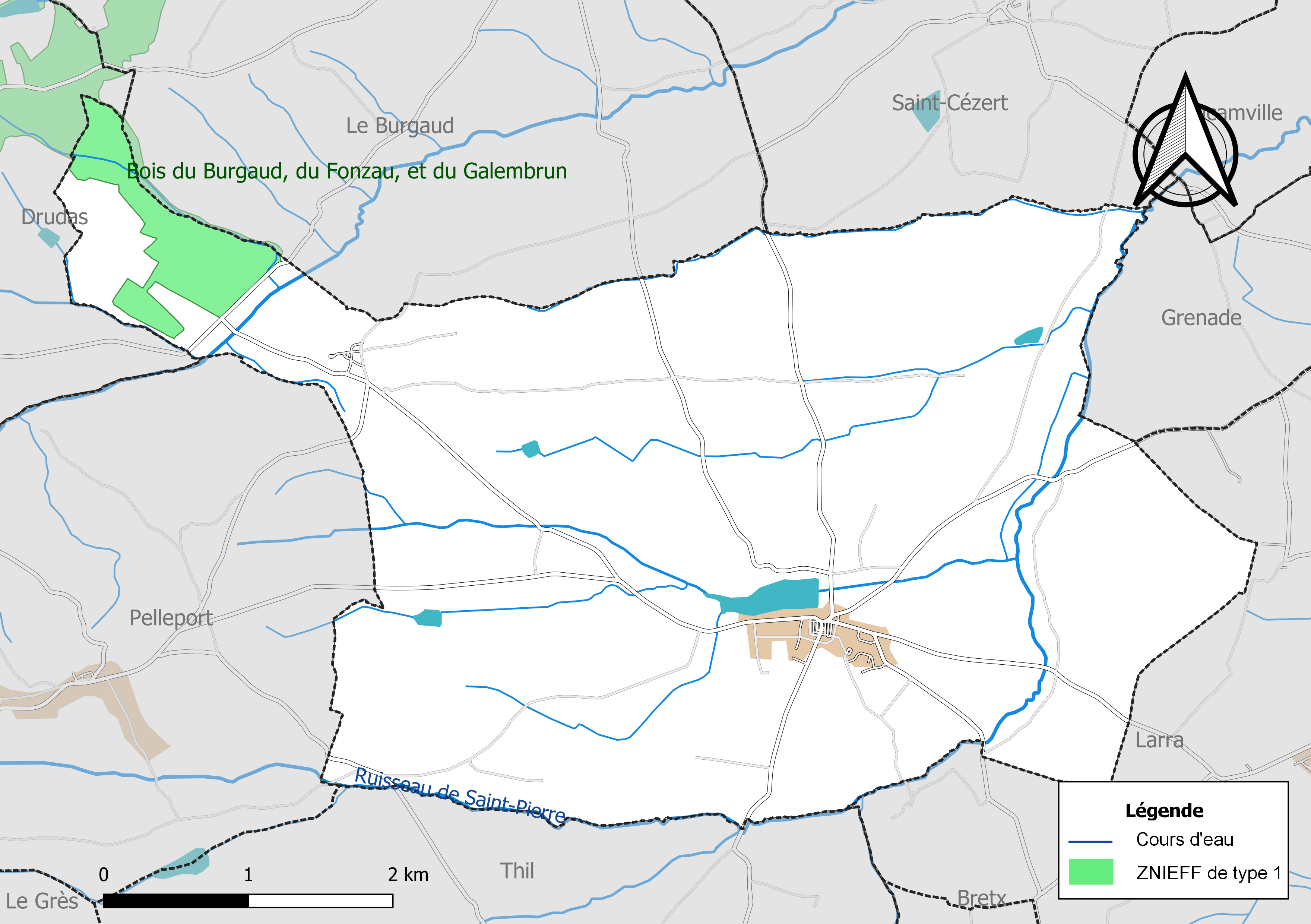
Carte de la ZNIEFF de type 1 localisée sur la commune.

L’inventaire des zones naturelles d'intérêt écologique, faunistique et floristique (ZNIEFF) a pour objectif de réaliser une couverture des zones les plus intéressantes sur le plan écologique, essentiellement dans la perspective d’améliorer la connaissance du patrimoine naturel national et de fournir aux différents décideurs un outil d’aide à la prise en compte de l’environnement dans l’aménagement du territoire.
Une ZNIEFF de type 1 est recensée sur la commune :
les « bois du Burgaud, du Fonzau, et du Galembrun » (560 ha), couvrant 5 communes dont quatre dans la Haute-Garonne et une dans le Tarn-et-Garonne.

## Urbanisme

### Typologie
Au 1er janvier 2024, Launac est catégorisée bourg rural, selon la nouvelle grille communale de densité à sept niveaux définie par l'Insee en 2022.
Elle est située hors unité urbaine. Par ailleurs la commune fait partie de l'aire d'attraction de Toulouse, dont elle est une commune de la couronne,. Cette aire, qui regroupe 527 communes, est catégorisée dans les aires de 700 000 habitants ou plus (hors Paris),.

### Occupation des sols
L'occupation des sols de la commune, telle qu'elle ressort de la base de données européenne d’occupation biophysique des sols Corine Land Cover (CLC), est marquée par l'importance des territoires agricoles (92,3 % en 2018), en diminution par rapport à 1990 (94,1 %). La répartition détaillée en 2018 est la suivante : 
terres arables (68,1 %), zones agricoles hétérogènes (24,2 %), forêts (5,9 %), zones urbanisées (1,9 %). L'évolution de l’occupation des sols de la commune et de ses infrastructures peut être observée sur les différentes représentations cartographiques du territoire : la carte de Cassini (XVIIIe siècle), la carte d'état-major (1820-1866) et les cartes ou photos aériennes de l'IGN pour la période actuelle (1950 à aujourd'hui).

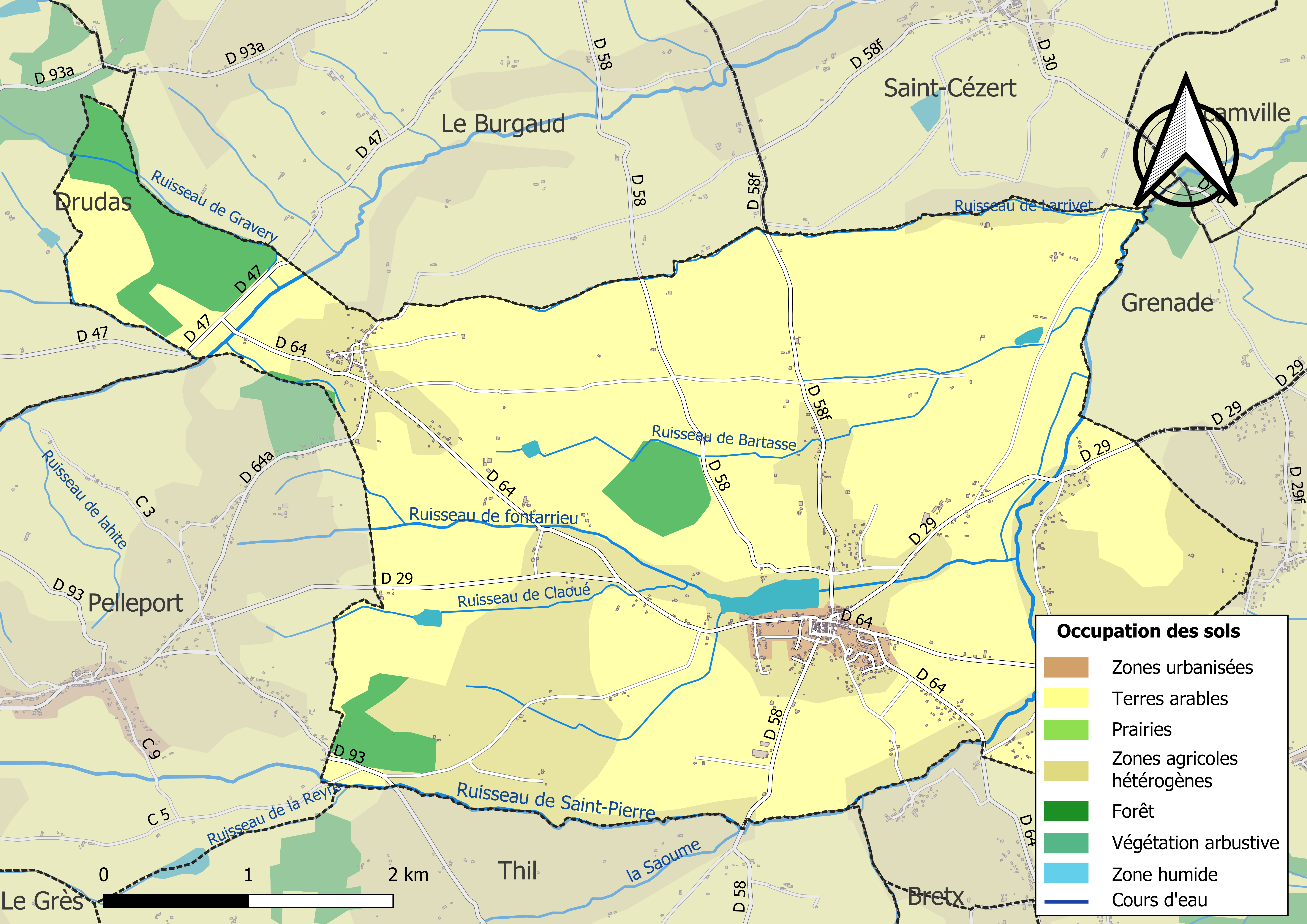
Carte des infrastructures et de l'occupation des sols de la commune en 2018 (CLC).

### Voies de communication et transports
- Par la route : la départementale 1 (D1) passe au sud du village.
- Par le train : la gare de Castelnau-d'Estrétefonds, située sur la ligne de Brive-la-Gaillarde - Toulouse-Matabiau est la plus proche du village.
- Par l'avion : l'aéroport international de Toulouse-Blagnac est situé à une trentaine de kilomètres de Launac.

La ligne 326 du réseau Arc-en-Ciel relie la commune à la gare de Castelnau-d'Estrétefonds, en correspondance avec des TER Occitanie en direction de Toulouse-Matabiau, la ligne 328 relie le lieu-dit Galembrun à Grenade, la ligne 362 relie le centre de la commune à la gare routière de Toulouse et la ligne 373 relie le centre de la commune à la gare routière de Toulouse également depuis Cadours.

### Risques majeurs
Le territoire de la commune de Launac est vulnérable à différents aléas naturels : météorologiques (tempête, orage, neige, grand froid, canicule ou sécheresse), inondations et séisme (sismicité très faible). Un site publié par le BRGM permet d'évaluer simplement et rapidement les risques d'un bien localisé soit par son adresse soit par le numéro de sa parcelle.
Certaines parties du territoire communal sont susceptibles d’être affectées par le risque d’inondation par débordement de cours d'eau, notamment le ruisseau de Saint-Pierre. La commune a été reconnue en état de catastrophe naturelle au titre des dommages causés par les inondations et coulées de boue survenues en 1982, 1983, 1993, 1994, 1999, 2007, 2009 et 2017,.

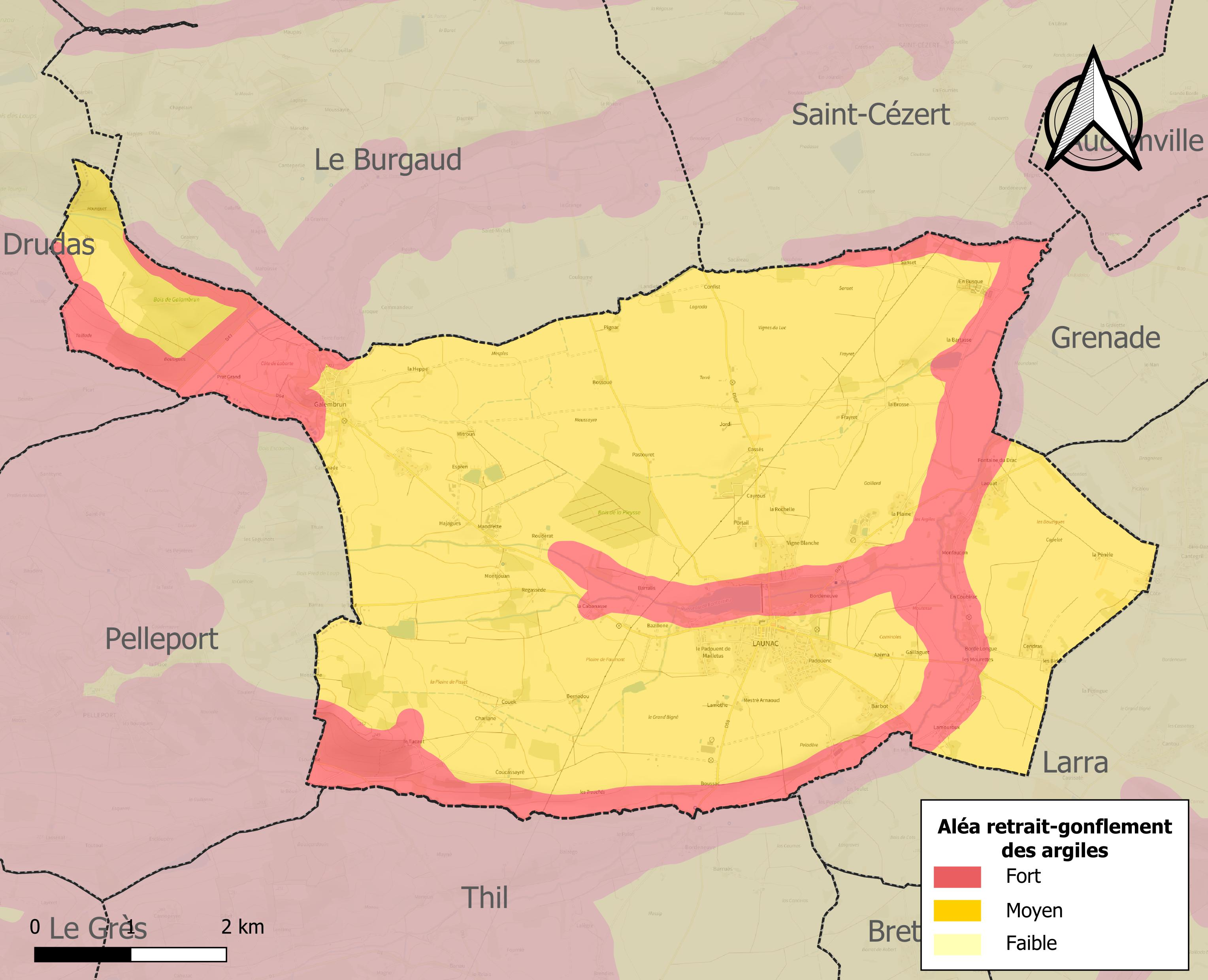
Carte des zones d'aléa retrait-gonflement des sols argileux de Launac.

Le retrait-gonflement des sols argileux est susceptible d'engendrer des dommages importants aux bâtiments en cas d’alternance de périodes de sécheresse et de pluie. La totalité de la commune est en aléa moyen ou fort (88,8 % au niveau départemental et 48,5 % au niveau national). Sur les 529 bâtiments dénombrés sur la commune en 2019, 529 sont en aléa moyen ou fort, soit 100 %, à comparer aux 98 % au niveau départemental et 54 % au niveau national. Une cartographie de l'exposition du territoire national au retrait gonflement des sols argileux est disponible sur le site du BRGM,.
Par ailleurs, afin de mieux appréhender le risque d’affaissement de terrain, l'inventaire national des cavités souterraines permet de localiser celles situées sur la commune.
Concernant les mouvements de terrains, la commune a été reconnue en état de catastrophe naturelle au titre des dommages causés par la sécheresse en 1989, 1992, 2003, 2011 et 2016 et par des mouvements de terrain en 1999.

## Histoire

### La baronnie de Launac
La baronnie de Launac fut créée en 1200 par les Comtes de l’Isle à l’emplacement d’un ancien domaine romain. Le 4 mars 1297, Bertrand Jourdain de l’Isle organisa la vie du village en lui octroyant une charte de coutumes qui comprenait l’ensemble des droits et devoirs du seigneur et des habitants, ces coutumes furent complétées et confirmées par son fils Bernard Jourdain de l'Isle le 2 mai 1321. Le village, construit contre le château, était entouré de fossés. Il comportait cinq rues parallèles et une rue perpendiculaire, la rue du puits. Un pont-levis permettait d’accéder au château. Le tracé des rues n’a pas changé, à l’exception de la rue obscure qui disparut quand on construisit la halle au XIXe siècle. Les dernières parties du fossé n’ont été comblées qu’au milieu du XXe siècle. La Traversée des fossés et la Promenade des anciens fossés en rappellent aujourd’hui le souvenir.

### Galembrun
Galembrun est un hameau de Launac. Une bastide, c'est-à-dire une ville nouvelle, y fut fondée le 14 mai 1290 par Izarn Jourdain de l’Isle, seigneur de Launac, qui offrit à tous ceux qui bâtiraient ici privilèges, franchises et sauvegarde. Mais à la fin du XIVe siècle, seulement quarante foyers étaient venus s'y installer et Galembrun fut alors rattachée à Launac, chef-lieu de baronnie.

### Bataille de Launac, 5 décembre 1362
En 1286 l’union du comté de Foix et de la vicomté de Béarn rassembla un vaste territoire et marqua le début de la rivalité avec le comté d’Armagnac. Gaston III de Foix dit Fébus, (1331-1391), comte de Foix et vicomte de Béarn, fut l’un des seigneurs les plus puissants de son temps. Fin lettré, il entretint à Orthez une cour fastueuse. La bataille de Launac, le 5 décembre 1362, marqua le sommet de ce conflit. Gaston Fébus fut victorieux du comte d’Armagnac. Il captura la majorité de ses adversaires et leur extorqua une énorme rançon qui en fit un des seigneurs les plus riches de son temps. Le baron de Launac, allié des Armagnac, fut fait prisonnier.

### Launac auXVIIIesiècle
Au XVIIIe siècle, Launac était un centre commercial important et le siège d’une puissante baronnie. On aménagea alors la place devant l’église et on fit construire les maisons à couverts. Le village était peuplé de nombreux bourgeois enrichis qui occupaient les charges de la seigneurie : juges, hommes de loi, praticiens. Les maisons aisées furent construites dans l’actuelle rue du Parc. La famille de Goudin s’y fit construire un hôtel particulier, bordé à l’arrière par un grand parc avec une orangerie à arcades. Passé par héritage dans la famille Framond de la Framondie, l’hôtel particulier accueille aujourd’hui la mairie de Launac.

### Launac auXIXesiècle
Au XIXe siècle, le village changea de physionomie et les routes furent tracées. La halle, réalisée par l’architecte Pierre Esquié, fut achevée en 1854. L’église Saint-Étienne fut dessinée par les architectes Delort et Jaffert. Achevée en 1854, elle fut consacrée en 1880. Enfin, au bout de l’allée du foirail, on construisit la mairie-école,.

## Politique et administration

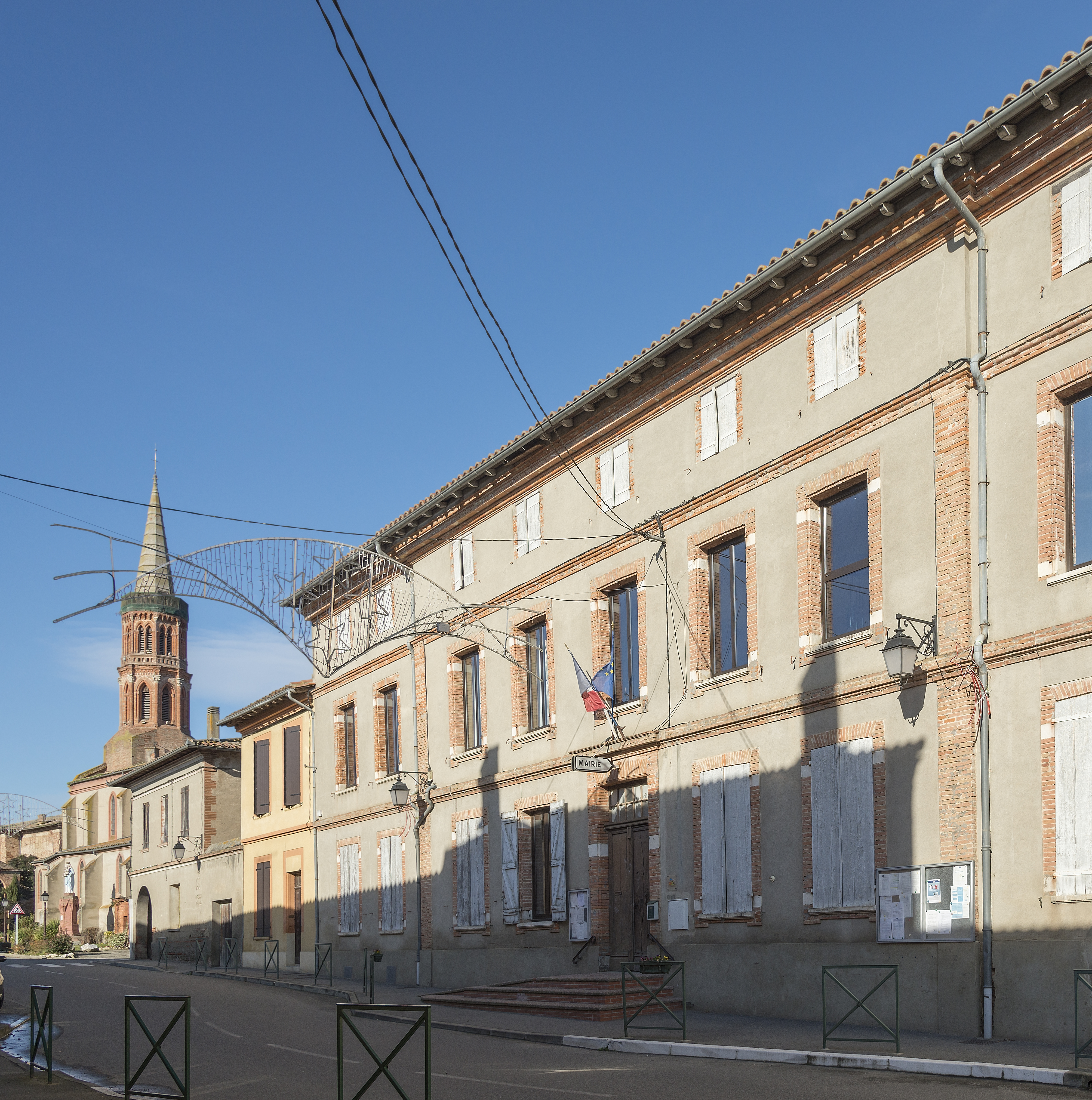
La mairie.

### Administration municipale
Le nombre d'habitants au recensement de 2017 étant compris entre 500 habitants et 1 499 habitants, le nombre de membres du conseil municipal pour l'élection de 2020 est de quinze,.

### Rattachements administratifs et électoraux
Commune faisant partie de la cinquième circonscription de la Haute-Garonne, de la communauté de communes des Hauts Tolosans et du canton de Léguevin (avant le redécoupage départemental de 2014, Launac faisait partie de l'ex-canton de Grenade) et avant le 1er janvier 2017 de la communauté de communes de Save et Garonne.

### Tendances politiques et résultats
| Période                                  | Période    | Identité                    | Étiquette      | Qualité             |
| ---------------------------------------- | ---------- | --------------------------- | -------------- | ------------------- |
| 1790                                     | 1793       | Bajon                       |                |                     |
| 1793                                     | 1795       | Jean-Marie Faumont          |                |                     |
| 1795                                     | 1808       | Arnaud Bajon                |                |                     |
| 1808                                     | 1/03/1812  | Géraud Massip               |                |                     |
| 1/03/1812                                | 27/12/1813 | Joseph Goudin               |                |                     |
| 27/12/1813                               | 05/02/1826 | Jacques André Antoine Bosq  |                |                     |
| 05/02/1826                               | 02/01/1828 | Louis Anne Bosq             |                |                     |
| 02/01/1828                               | 24/01/1835 | François Martial Bajon      |                |                     |
| 24/01/1835                               | 28/08/1840 | Jacques Marie Gailhard      |                |                     |
| 28/08/1840                               | 1844       | Auguste Massip              |                |                     |
| 1844                                     | 15/11/1846 | Mathieu Bergé               |                |                     |
| 15/11/1846                               | 31/07/1848 | Jacques Gatlhard            |                |                     |
| 31/07/1848                               | 19/06/1855 | Louis Valadié               |                |                     |
| 19/06/1855                               | 18/07/1864 | Maurice Massip              |                |                     |
| 18/07/1864                               | 30/11/1868 | Louis Gailhard              |                |                     |
| 30/11/1868                               | 24/01/1871 | Pierre R. Marie Lacassaigne |                |                     |
| 24/01/1871                               | 20/02/1874 | Jean-Marie Paul Milharoux   |                | Propriétaire        |
| 20/02/1874                               | 08/09/1875 | Pierre R. Marie Lacassaigne |                |                     |
| 08/09/1875                               | 21/01/1878 | Louis Baylac                |                |                     |
| 21/01/1878                               | 23/01/1881 | Jean-Marie Paul Milharoux   |                |                     |
| 23/01/1881                               | 24/11/1886 | Firmin Gailhard             |                |                     |
| 24/11/1886                               | 13/11/1887 | Eugène Pautric              |                |                     |
| 13/11/1887                               | 15/05/1892 | Isidore Carrière            |                |                     |
| 15/05/1892                               | 17/05/1896 | Isidore Carrière            |                |                     |
| 17/05/1896                               | 20/05/1900 | Eugène Pautric              |                |                     |
| 20/05/1900                               | 10/12/1919 | Julien Garres               |                | Docteur en Médecine |
| 10/12/1919                               | 17/05/1925 | Jean-Pierre Barthes         |                | Propriétaire        |
| 17/05/1925                               | 27/08/1944 | Antonin Delile              |                | Maçon               |
| 27/08/1944                               | 1959       | Léon Gilard                 |                |                     |
| 1959                                     | 1982       | Jean-Marie Latrille         |                |                     |
| 1982                                     | 23/02/2013 | Jean Arrecgros              | PS             | Agriculteur         |
| 23/02/2013                               | 30/04/2014 | François Campos             |                |                     |
| 30/04/2014                               | en cours   | Nicolas Alarcon             | Sans étiquette | Ingénieur           |
| Les données manquantes sont à compléter. |            |                             |                |                     |

## Population et société

### Démographie
L'évolution du nombre d'habitants est connue à travers les recensements de la population effectués dans la commune depuis 1793. Pour les communes de moins de 10 000 habitants, une enquête de recensement portant sur toute la population est réalisée tous les cinq ans, les populations de référence des années intermédiaires étant quant à elles estimées par interpolation ou extrapolation. Pour la commune, le premier recensement exhaustif entrant dans le cadre du nouveau dispositif a été réalisé en 2004.

En 2022, la commune comptait 1 305 habitants, en évolution de −7,12 % par rapport à 2016 (Haute-Garonne : +8,02 %, France hors Mayotte : +2,11 %).
| 1793 | 1800 | 1806 | 1821 | 1831  | 1836  | 1841  | 1846  | 1851  |
| ---- | ---- | ---- | ---- | ----- | ----- | ----- | ----- | ----- |
| 613  | 736  | 874  | 927  | 1 086 | 1 069 | 1 054 | 1 061 | 1 063 |

| 1856  | 1861  | 1866  | 1872 | 1876 | 1881 | 1886 | 1891 | 1896 |
| ----- | ----- | ----- | ---- | ---- | ---- | ---- | ---- | ---- |
| 1 119 | 1 071 | 1 048 | 966  | 948  | 930  | 836  | 842  | 804  |

| 1901 | 1906 | 1911 | 1921 | 1926 | 1931 | 1936 | 1946 | 1954 |
| ---- | ---- | ---- | ---- | ---- | ---- | ---- | ---- | ---- |
| 762  | 707  | 668  | 649  | 653  | 655  | 660  | 646  | 576  |

| 1962 | 1968 | 1975 | 1982 | 1990 | 1999 | 2004  | 2006  | 2009  |
| ---- | ---- | ---- | ---- | ---- | ---- | ----- | ----- | ----- |
| 554  | 516  | 516  | 626  | 740  | 963  | 1 126 | 1 138 | 1 248 |

| 2014  | 2019  | 2022  | - | - | - | - | - | - |
| ----- | ----- | ----- | - | - | - | - | - | - |
| 1 396 | 1 336 | 1 305 | - | - | - | - | - | - |

| selon la population municipale des années : | 1968 | 1975 | 1982 | 1990 | 1999 | 2006 | 2009 | 2013 |
| Rang de la commune dans le département      | 141  | 147  | 170  | 155  | 141  | 137  | 138  | 131  |
| Nombre de communes du département           | 592  | 582  | 586  | 588  | 588  | 588  | 589  | 589  |

### Enseignement
Launac fait partie de l'académie de Toulouse. Launac fait partie du secteur de recrutement du collège de Cadours et du lycée de Pibrac.

### Culture
Le parc du château est remarquable par sa taille et les nombreuses espèces d'arbres présentes, et quelques ruines de briques rappellent la présence d'une orangerie.
Le premier week-end de juillet depuis sa création en 2005 a lieu dans le parc le festival Wassa'n Africa, gratuit et ouvert à tous, il a pour but de célébrer les cultures africaines.

### Activités sportives
L'association sportive Launac-Larra gère une école de football pour les enfants de 6 à 19 ans, et une équipe sénior foot-loisir.
Une équipe de rugby Launac - Saint-Paul est aussi active. Le club de rugby XV de la Save est champion de France 3eme serie en 2018 face au RC Rougier(12). Rencontre se déroulant sur le terrain de Graulhet (81)
Une association d'aviron de Launac s'entraine sur le lac. Il existe aussi une association de roller skating.

### Écologie et recyclage
La collecte et le traitement des déchets des ménages et des déchets assimilés ainsi que la protection et la mise en valeur de l'environnement se font dans le cadre de la communauté de communes de Save et Garonne.

## Économie

### Revenus
En 2018  (données Insee publiées en septembre 2021), la commune compte 518 ménages fiscaux, regroupant 1 334 personnes. La médiane du revenu disponible par unité de consommation est de 22 290 € (23 140 € dans le département).

### Emploi
|                | 2008  | 2013  | 2018  |
| -------------- | ----- | ----- | ----- |
| Commune        | 7,1 % | 9,8 % | 7,6 % |
| Département    | 7,7 % | 9,6 % | 9,3 % |
| France entière | 8,3 % | 10 %  | 10 %  |

En 2018, la population âgée de 15 à 64 ans s'élève à 884 personnes, parmi lesquelles on compte 80,1 % d'actifs (72,5 % ayant un emploi et 7,6 % de chômeurs) et 19,9 % d'inactifs,. Depuis 2008, le taux de chômage communal (au sens du recensement) des 15-64 ans est inférieur à celui de la France et du département.
La commune fait partie de la couronne de l'aire d'attraction de Toulouse, du fait qu'au moins 15 % des actifs travaillent dans le pôle,. Elle compte 129 emplois en 2018, contre 153 en 2013 et 121 en 2008. Le nombre d'actifs ayant un emploi résidant dans la commune est de 644, soit un indicateur de concentration d'emploi de 20,1 % et un taux d'activité parmi les 15 ans ou plus de 67,7 %.
Sur ces 644 actifs de 15 ans ou plus ayant un emploi, 73 travaillent dans la commune, soit 11 % des habitants. Pour se rendre au travail, 92,4 % des habitants utilisent un véhicule personnel ou de fonction à quatre roues, 0,3 % les transports en commun, 4 % s'y rendent en deux-roues, à vélo ou à pied et 3,3 % n'ont pas besoin de transport (travail au domicile).

### Activités hors agriculture

#### Secteurs d'activités
90 établissements sont implantés  à Launac au 31 décembre 2019. Le tableau ci-dessous en détaille le nombre par secteur d'activité et compare les ratios avec ceux du département,.
| Secteur d'activité                                                                                        | Commune | Commune | Département |
| Secteur d'activité                                                                                        | Nombre  | %       | %           |
| --- | ------- | ------- | ----------- |
| Ensemble                                                                                                  | 90      |         |             |
| Industrie manufacturière, industries extractives et autres                                                | 9       | 10 %    | (5,7 %)     |
| Construction                                                                                              | 17      | 18,9 %  | (12 %)      |
| Commerce de gros et de détail, transports, hébergement et restauration                                    | 26      | 28,9 %  | (25,9 %)    |
| Activités financières et d'assurance                                                                      | 1       | 1,1 %   | (3,8 %)     |
| Activités immobilières                                                                                    | 1       | 1,1 %   | (4,2 %)     |
| Activités spécialisées, scientifiques et techniques et activités de services administratifs et de soutien | 13      | 14,4 %  | (19,8 %)    |
| Administration publique, enseignement, santé humaine et action sociale                                    | 14      | 15,6 %  | (16,6 %)    |
| Autres activités de services                                                                              | 9       | 10 %    | (7,9 %)     |

Le secteur du commerce de gros et de détail, des transports, de l'hébergement et de la restauration est prépondérant sur la commune puisqu'il représente 28,9 % du nombre total d'établissements de la commune (26 sur les 90 entreprises implantées  à Launac), contre 25,9 % au niveau départemental.

#### Entreprises et commerces
Les cinq entreprises ayant leur siège social sur le territoire communal qui génèrent le plus de chiffre d'affaires en 2020 sont : 
- Holding Arslan TC, activités des sociétés holding (1 860 k€)
- @Llo Buro, commerce de gros (commerce interentreprises) d'autres machines et équipements de bureau (988 k€)
- SARL De La Plaine, activités de soutien aux cultures (268 k€)
- Exodel, conseil pour les affaires et autres conseils de gestion (71 k€)
- Embusque Energia, production d'électricité (19 k€)

### Agriculture
La commune est dans les « Coteaux du Gers », une petite région agricole occupant une partie nord-ouest du département de la Haute-Garonne, caractérisée par une succession de coteaux peu accidentés, les surfaces cultivées étant entièrement dévolues aux grandes cultures. En 2020, l'orientation technico-économique de l'agriculture  sur la commune est la culture de céréales et/ou d'oléoprotéagineuses.
|               | 1988  | 2000  | 2010  | 2020  |
| ------------- | ----- | ----- | ----- | ----- |
| Exploitations | 40    | 34    | 31    | 30    |
| SAU (ha)      | 1 688 | 1 904 | 1 735 | 1 649 |

Le nombre d'exploitations agricoles en activité et ayant leur siège dans la commune est passé de 40 lors du recensement agricole de 1988  à 34 en 2000 puis à 31 en 2010 et enfin à 30 en 2020, soit une baisse de 25 % en 32 ans. Le même mouvement est observé à l'échelle du département qui a perdu pendant cette période 57 % de ses exploitations,. La surface agricole utilisée sur la commune a également diminué, passant de 1 688 ha en 1988 à 1 649 ha en 2020. Parallèlement la surface agricole utilisée moyenne par exploitation a augmenté, passant de 42 à 55 ha.

## Culture locale et patrimoine

### Lieux et monuments

#### Le château de Launac
Les vicomtes de Gimoes élevèrent au XIIe siècle un puissant château autour duquel fut créé un village fortifié qui devint un des centres les plus importants de la région. En 1148 le château passa dans la maison de l’Isle (Jourdain), qui accorda à Launac sa charte de coutumes en 1297. Démantelée après le traité de Paris de 1229, la forteresse fut rebâtie au XVe siècle par les Carmaing de Nègrepelisse. Elle comportait quatre tours d’angle dont une ancienne tour du XIIe siècle. Ce château fut sans doute à nouveau démantelé par Richelieu sous le règne de Louis XIII. Il en subsiste aujourd’hui deux ailes, dont l’aile nord coiffée d’une rangée de mâchicoulis et d’un chemin de ronde ainsi que la tour du XIIe siècle. À partir du XVIIe siècle le château devint la propriété de différents parlementaires toulousains, dont Nicolas d'Aguin en 1710 qui modernisa l’édifice, et en 1737, Jean-François Tournier de  Vaillac, qui choisit cependant de résider dans son château de Larra. À l’intérieur du château se trouvent une cheminée monumentale et des décors peints du XVe siècle.

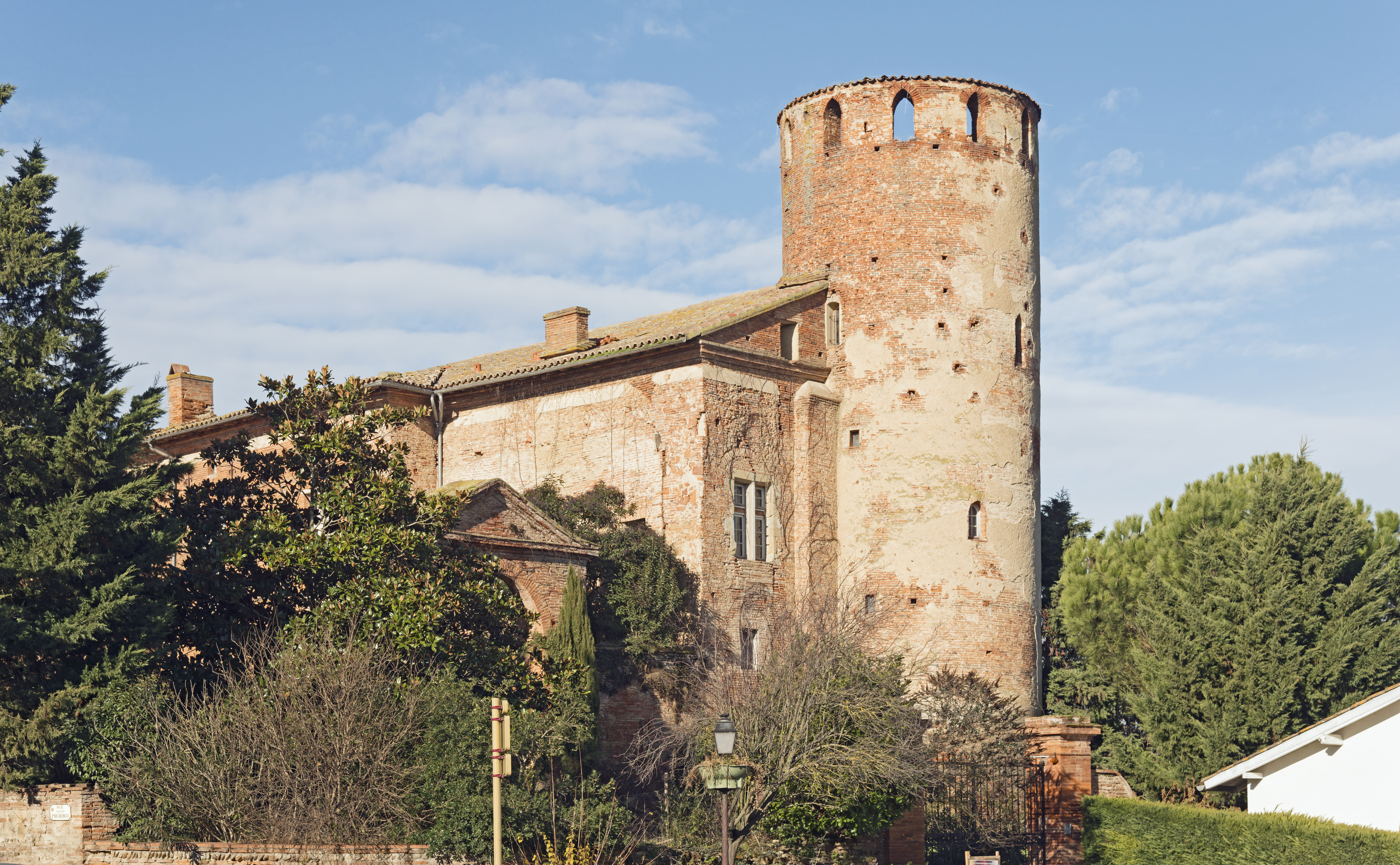
La tour du château.
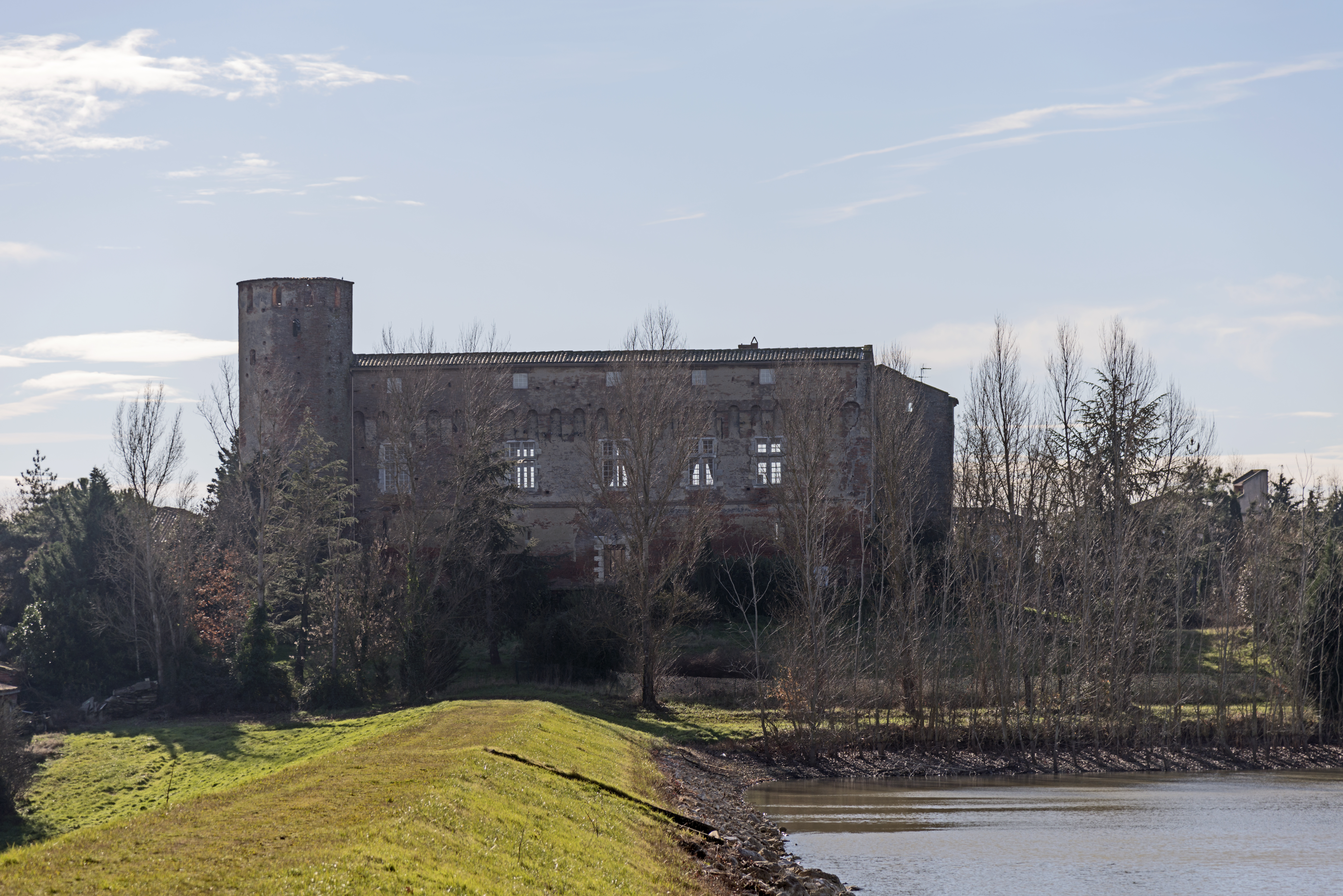
Façade nord du château.

#### ÉgliseSaint-Étienne
L’église date de 1854, elle fut construite à l’emplacement d’un édifice plus ancien mentionné dans le testament de Bertrand de l’Isle du 16 février 1360. Cette première église fut incendiée en 1580 par les protestants venus de Mas-Grenier. En 1850, le conseil municipal décida de détruire la vieille église de terre qui était vétuste. Le chantier fut conduit par le  curé Crabier, curé de la paroisse de 1841 à 1891. Les plans furent dessinés par les architectes Delort et Jaffert et la construction réalisée par les maîtres maçons Esparbes et Delille. En 1867  le curé fit un courrier à l’Impératrice pour demander un secours supplémentaire (4 800 francs avaient déjà été accordés). Les travaux furent achevés en 1871. Le chantier avait coûté 34 369,29 Francs. En 1877 on réalisa la voûte de l’église et on travailla aux deux chapelles. En 1879 on modifia le clocher avec un beffroi. On installa les vitraux et la rosace. Le 29 mai 1880 l’église fut consacrée par le cardinal Deprez, archevêque de Toulouse, comme en témoigne le vitrail de la chapelle des fonts baptismaux. Dans le chœur sont représentées des scènes de la vie de saint Étienne qui donne son nom à l’église. Il s'agit actuellement d'une des rares églises du département où la messe est célébrée selon le rite tridentin,.

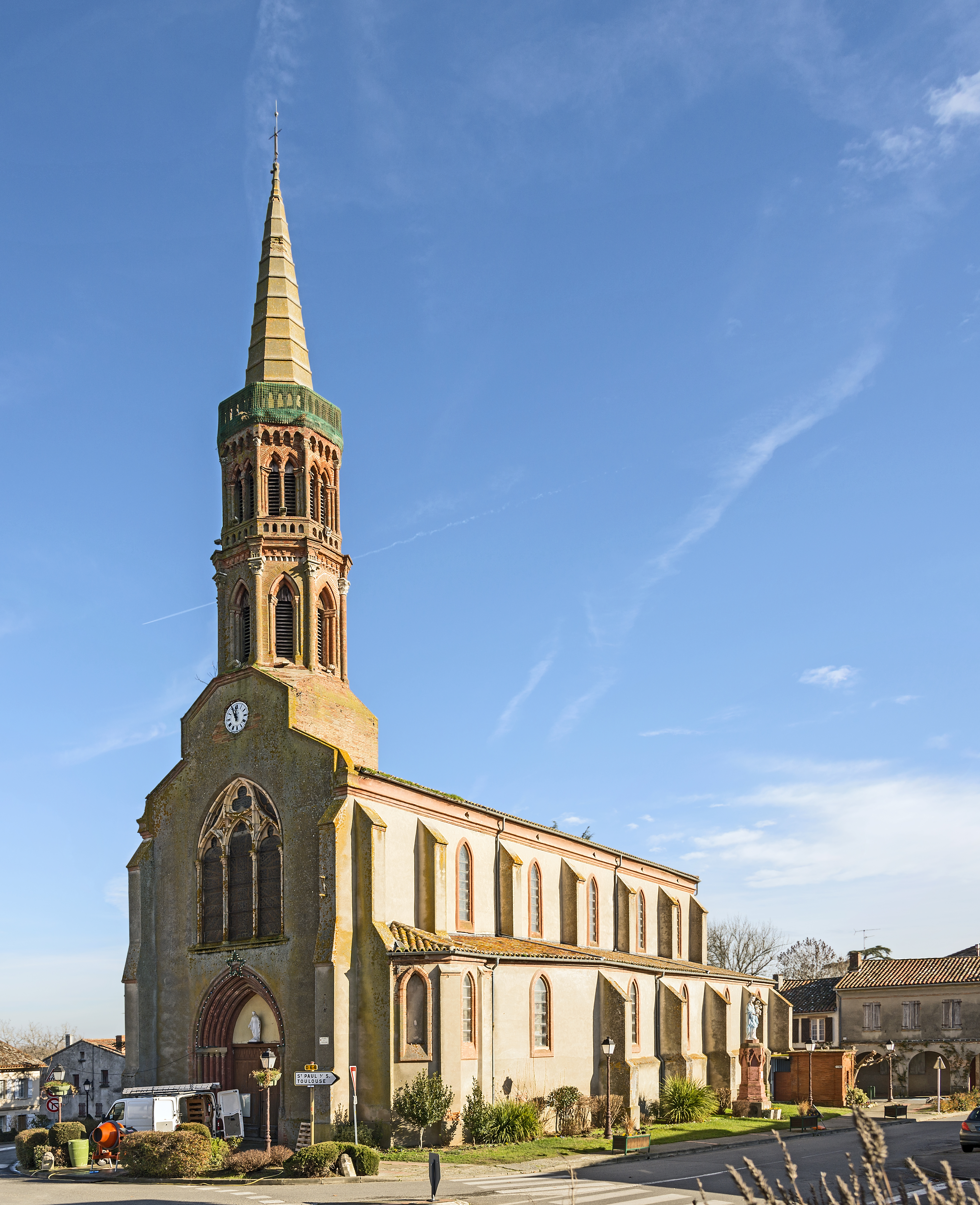
L'église Saint-Étienne.

#### Église Saint-Barthélemyde Galembrun
L’existence d’une première église est mentionnée dans les archives en 1360. Au XIXe siècle, elle était devenue vétuste et il fut donc décidé de la reconstruire. L’architecte Edmond Chambert réalisa cette église à nef unique à partir de 1846 mais le clocher fut ajourné dans l’attente de nouvelles ressources. C’est Jacques-Jean Esquié, architecte départemental, qui, à partir de 1851, construisit l’élégant clocher–tour octogonal sur porche. De 1858 à 1862 il éleva les murs de l’église et réalisa une fausse voûte d’ogives. Le tableau (fin XVIIIe, début XIXe siècle) Saint Exupère distribuant des aumônes aux nécessiteux est classé. En 1896, le décor s’enrichit de deux vitraux de A. Domerc et de trois autels de marbre. En 1986, de nouveaux travaux de restauration furent réalisés.

#### Halle de Launac
La première halle de Launac se tenait contre l’église. Mais le 5 août 1850 elle s'effondra faisant une quarantaine de blessés. La municipalité décida de la reconstruire à un nouvel emplacement. Elle confia les travaux à l’architecte toulousain Jacques-Jean Esquié (1817-1884). Les travaux de la nouvelle halle s’étalèrent de 1852 à 1854. La façade principale est ouverte par un grand arc et les façades latérales comptent chacune sept arcades en plein cintre séparées par six contreforts. Le couvrement d’origine fut remplacé ultérieurement par une charpente métallique. L’appareil mixte de briques et galets, initialement enduit, fut mis au jour lors de la restauration en 2009. Il y avait autrefois quatre foires par an : le 3 février, le 8 juin, le 4 août et le 8 novembre. On y vendait les productions locales, l’activité agricole étant la vocation dominante de Launac.

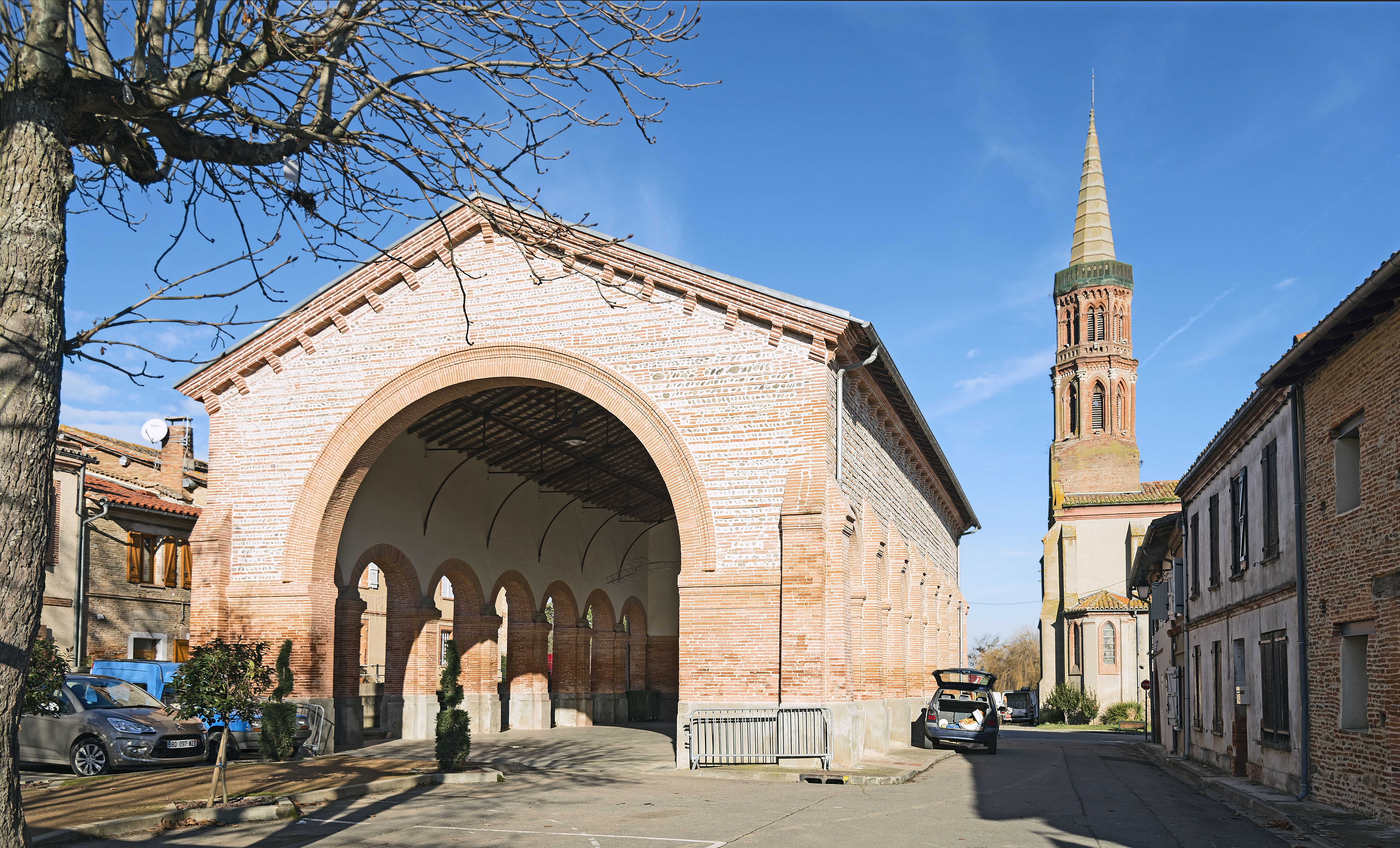
La façade sud de la halle.
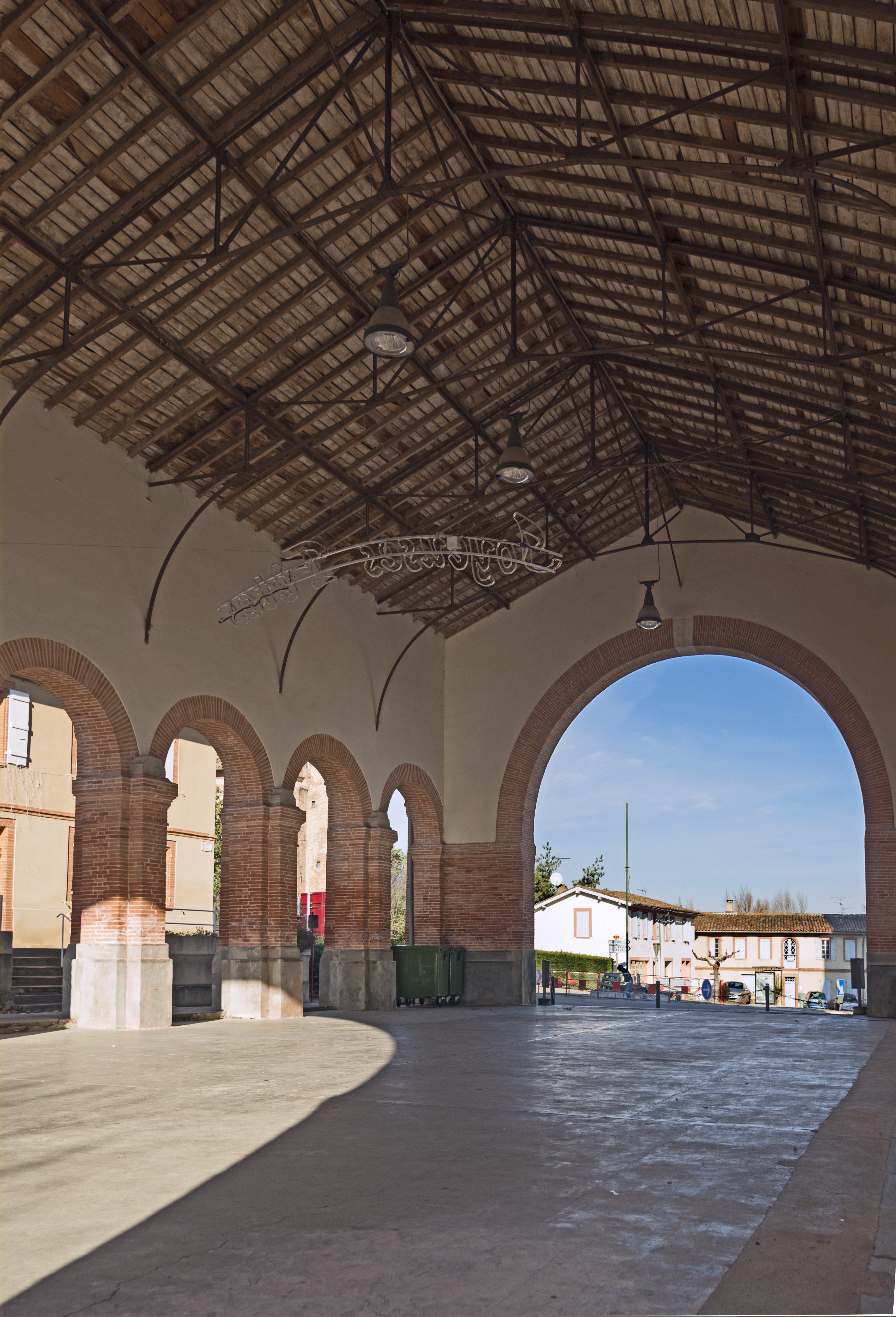
L'intérieur.

### Personnalités liées à la commune
- Gaston III de Foix-Béarn (1331-1391) Bataille de Launac 5 décembre 1362 ;
- Famille de Beaumanoir ;
- Jacques-Jean Esquié (1817-1884)[54].